# Cyclopina caiala
Cyclopina caiala is een eenoogkreeftjessoort uit de familie van de Cyclopinidae. De wetenschappelijke naam van de soort is voor het eerst geldig gepubliceerd in 1991 door Lotufo & Rocha C.E.F..